# Кабінет радянського будівництва і права при президії ВУАН
Кабінет радянського будівництва і права при президії ВУАН (до 1934 — Кабінет радянського будівництва при Комісії для виучування радянського права ВУАН) — науково-методична установа ВУАН в 1930—34. Заснований відповідно до постанови листопадової сесії ВУАН 1930 з метою зближення фундаментальної науки з практикою радянського будівництва. В кабінеті, який створювався при Комісії ВУАН для виучування радянського права, планувалося зосереджувати законодавчі та бібліографічні матеріали, аналіз судової практики тощо. Установа мала допомагати практичним працівникам і водночас на основі теоретичних знань вивчати й узагальнювати передовий досвід радянського будівництва. Особливу увагу приділяли опрацюванню питань нового районування, проблем діяльності державних органів у районах суцільної колективізації сільського господарства.
Реальну роботу кабінет розпочав з травня 1931. В ній були задіяні правознавці А. Кристер (керівник), М. Товстоліс, В.Марченко, Й.Лехтман (з осені 1931), а також науково-технічний співробітник В.Соколовська. 1932 були звільнені з роботи М.Товстоліс та В.Марченко. В період реорганізації ВУАН кабінет, згідно з постановою Президії ВУАН від 13 лют. 1934, було перетворено на Кабінет рад. буд-ва і права при Президії ВУАН, а його склад поповнили окремі співробітники ліквідованих академічних юрид. установ (Комісії ВУАН для виучування радянського права, Комісії ВУАН для виучування звичаєвого права України, Комісії ВУАН для виучування історії західноруського і українського права). До новоутвореного кабінету ввійшли також академіки О. Гіляров і М. Василенко. Формально керівника в установі вже не було, а її вченим секретарем призначили Й.Лехтмана. Офіційним завданням кабінету було «опрацьовувати питання радянського будівництва в їх теоретичному зв'язку з основним завданням підсилення органів пролетарської диктатури, а також вивчення проблем державного апарату у зв'язку з боротьбою з бюрократизмом». У новому статусі кабінет проіснував кілька місяців і був ліквідований наприкінці 1934.